# Kayak
Pour les articles homonymes, voir Kayak (homonymie) et Canoë-kayak.
Un kayak, ou parfois kayac (du danois : kajak, issu de l'inuktitut ᖃᔭᖅ, qajaq), est un type de pirogue légère utilisant une pagaie pour le propulser, le diriger et l'équilibrer.
À l'origine, le kayak est inuit (arctique), confectionné avec des membrures ployées, bordées et pontées de peaux, et manœuvré à l'aide d'une pagaie simple ou double.
Aujourd'hui, un kayak est réalisé en toile imperméable, matériaux synthétique ou pneumatique et manœuvré avec une pagaie double,. À la différence du canoë ou canot, le kayak se pratique à la pagaie double en position assise. Certaines formes modernes comportent toujours un trou appelé hiloire servant à entrer dans le bateau.
Le kayak est parfois confondu avec le canoë, un type d'embarcation distinct, la pratique sportive étant désignée par le terme général « canoë-kayak ». La construction et la pratique contemporaines distinguent notamment le kayak de rivière (eaux vives), le kayak de vitesse en eaux calmes (course en ligne) et le kayak de mer.

## Origine et histoire

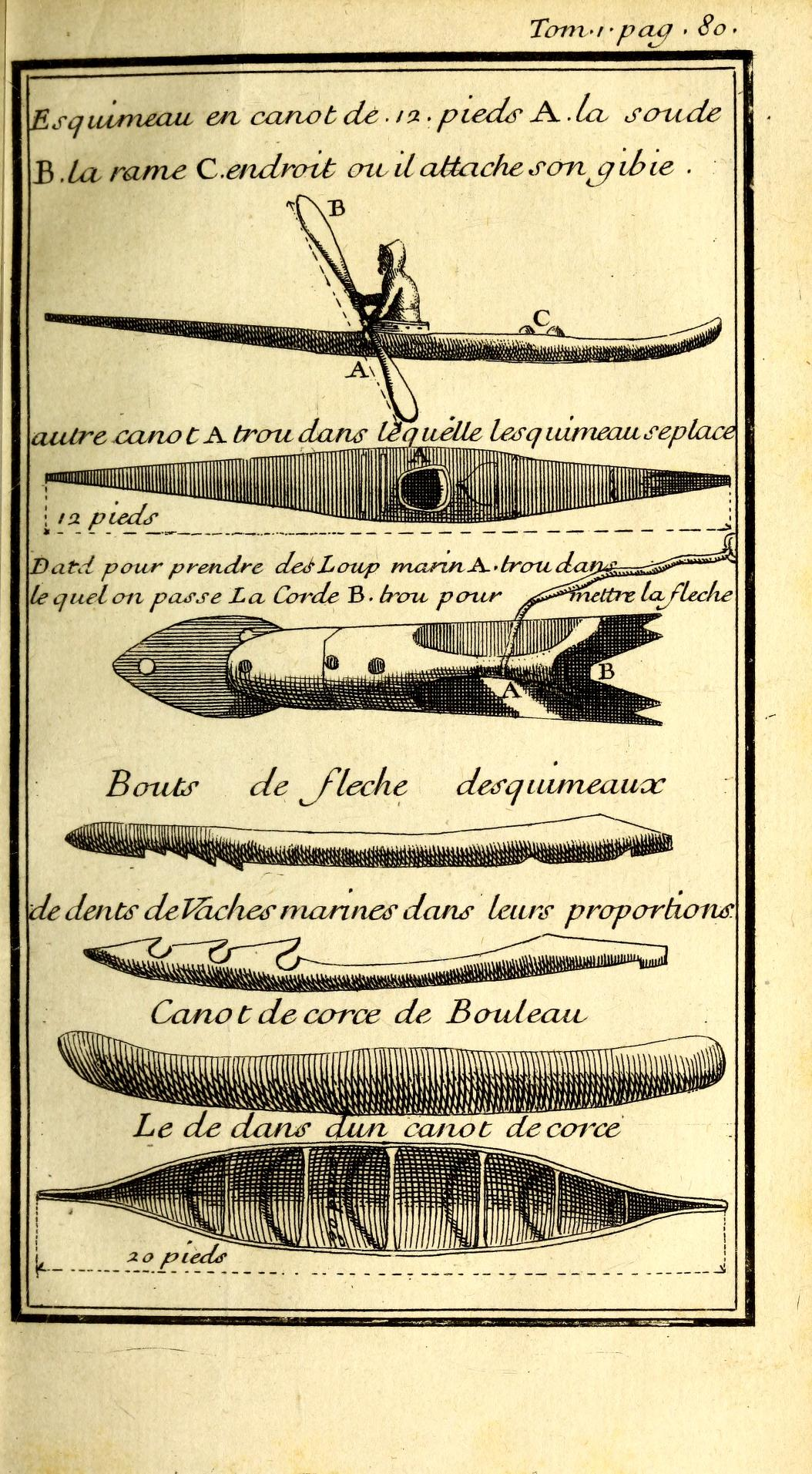
Canoës, kayaks esquimaux et harpons, région de la baie d'Hudson, 1722.

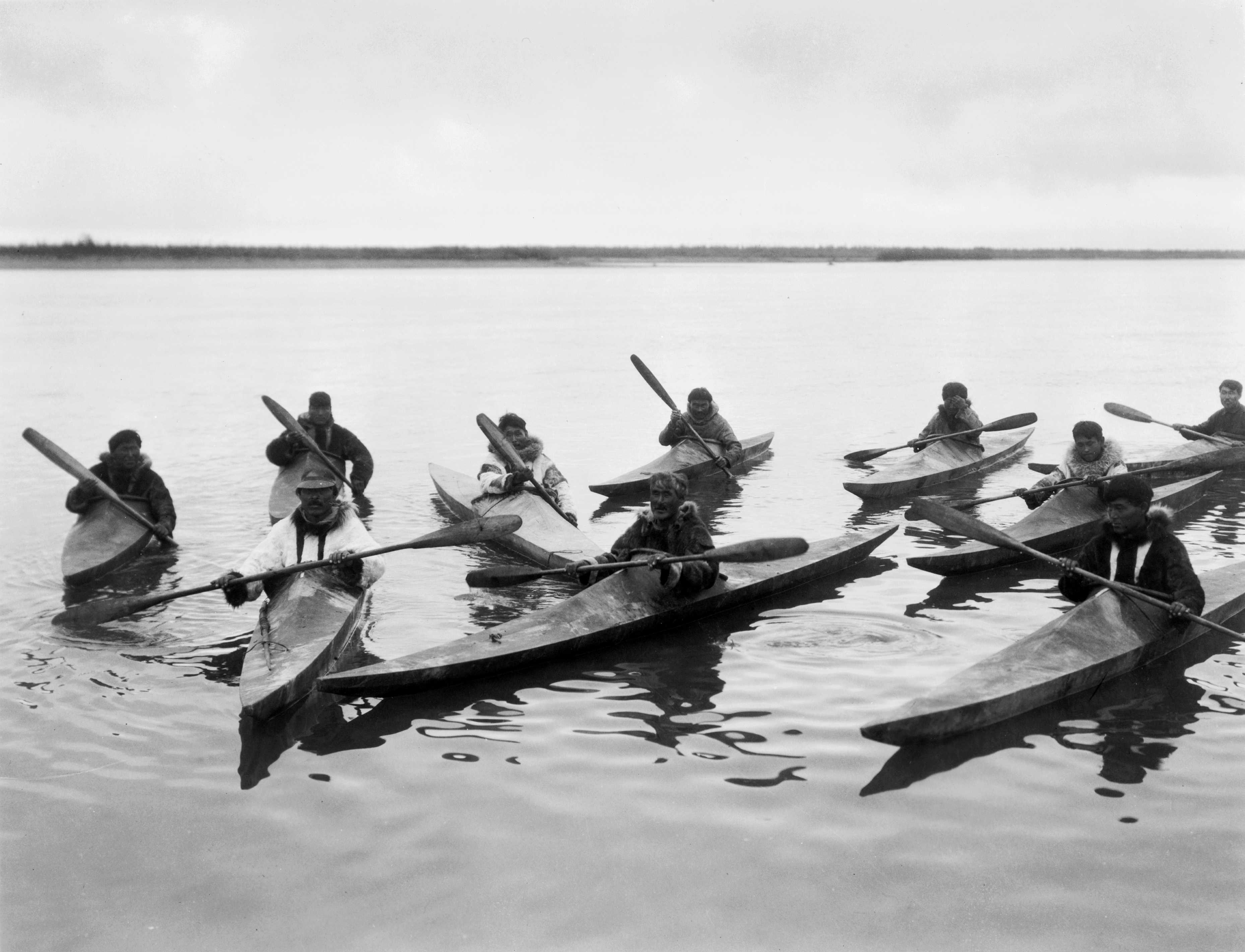
Esquimaux en kayak à Noatak (Alaska), 1929.

Les kayaks ont été élaborés par les peuples autochtones des régions arctiques (Inuits), qui utilisaient ces canots pour la pêche et la chasse sur les côtes de l'océan Arctique, l'Atlantique Nord, la Mer de Béring et le Pacifique Nord. Les kayaks sont vieux d'au moins 4 000 ans, d'après les plus vieux kayaks conservés au Musée d'ethnologie de Munich.
La plupart des peuples Inuits, des îles Aléoutiennes jusqu'au Groenland, s'appuyait sur le kayak pour la chasse de proies variées — principalement des phoques, mais aussi des baleines, des ours et des caribous dans certains territoires.

### Formes traditionnelles

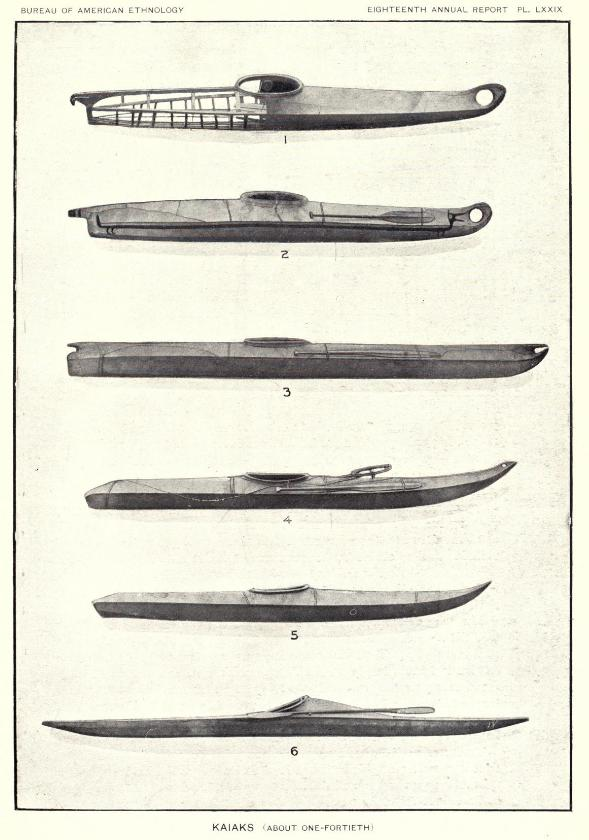
Exemples de kayaks vers 1880, montrant les kayaks construits et utilisés par les chasseurs Yupiks et Inupiaks des côtes d'Alaska au XIXe siècle. Si le kayak des Esquimaux polaires est sans style, c'est que les Esquimaux de Thulé ne se sont pas efforcés, comme les Groenlandais de la côte Sud-Ouest, de perfectionner les formes des embarcations. L'utilité du kayak y est réduite du fait de la brièveté de la saison de la débâcle — trois mois à peine — et aussi du danger de naviguer dans des eaux parsemées de glaçons aux arêtes coupantes. — Jean Malaurie, 1958.

Selon les époques, les régions et les usages, les embarcations évoluent. Les kayaks traditionnels peuvent par exemple être distingués en plusieurs types : 
- le baidarka ou kayak aléoute, en mer d'Alaska et aux iles Aléoutiennes. Il présente l'architecture la plus ancienne, avec une forme arrondie et de nombreux bouchains. Avec un cockpit double ou triple, il était destiné à la chasse et au transport de passagers ou de marchandises ;

- Le qajaq : 
  - Le qajaq du Groenland Ouest, avec une forme plus angulaire et moins de bouchains, ayant des plats-bords débutant à la proue et la poupe,
  - Le qajaq du Groenland Est, qui ressemble au Groenland Ouest, mais s'intègre souvent plus étroitement avec le pagayeur et possède un angle plus raide entre le plat-bord et la tige, ce qui confère une meilleure maniabilité.

### Construction traditionnelle

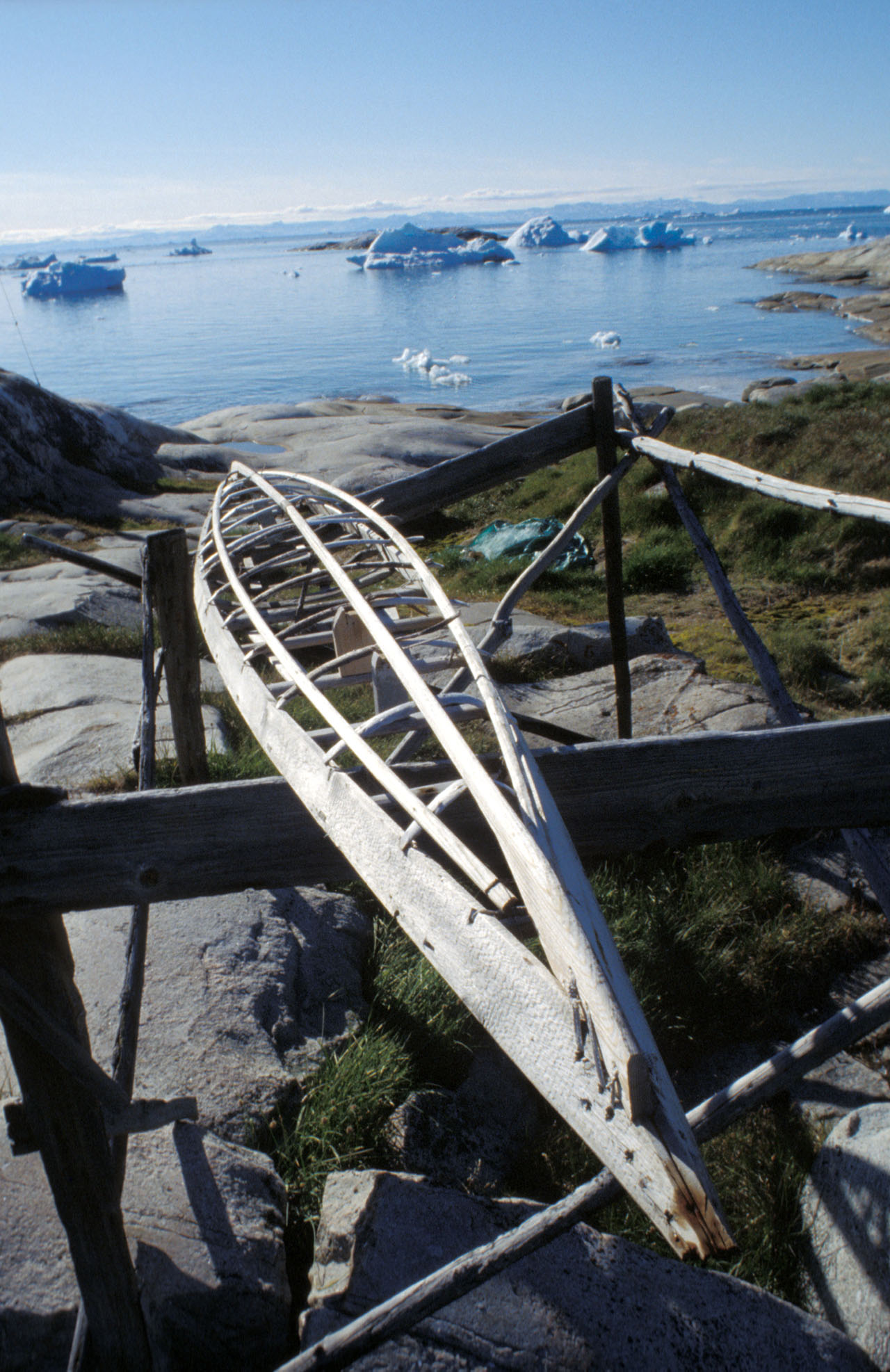
Structure d'un kayak groenlandais traditionnel.

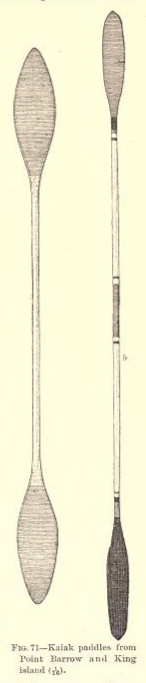
Pagaies doubles vers 1880.

Les premiers kayaks ont été construits à partir de peaux de phoque (parfois d'autres mammifères marins) cousues et tendues sur une structure en bois. Les peaux étaient lavées, trempées (urine fermentée) et épilées par les femmes, avant d'être cousues. Les coutures étaient enduites de graisse de phoque pour assurer une meilleure étanchéité. Le bois était généralement du bois flotté, puisque beaucoup de leurs territoires étaient dépourvus d'arbres. Les éléments de la structure étaient traditionnellement fixés par des assemblages, des chevilles de bois et des liens en cuir.

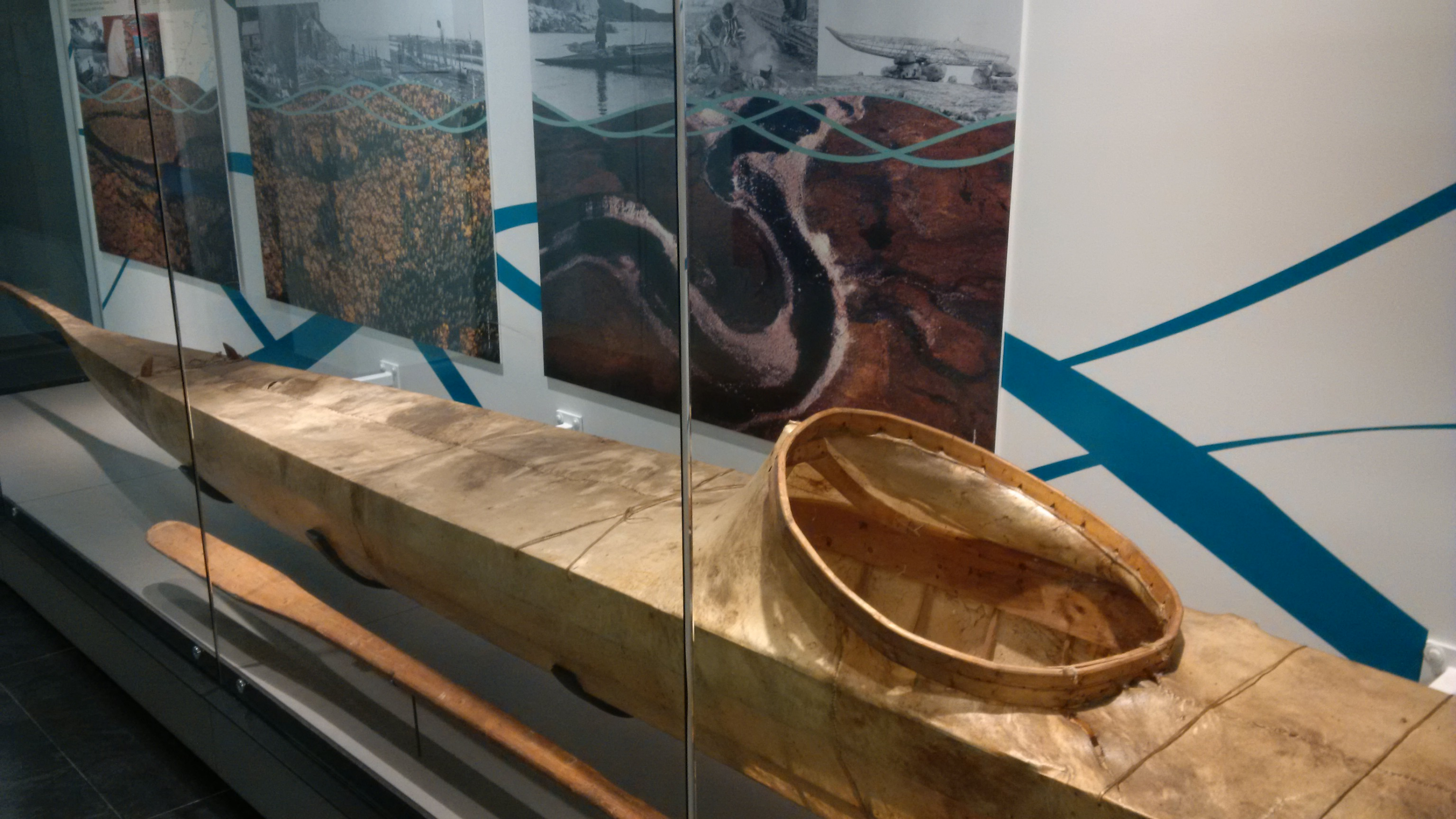
Kayak des Inuits du Caribou, en peau de phoque (1966).

Les constructeurs autochtones concevaient et construisaient leurs bateaux en combinant leur expérience et les savoirs traditionnels transmis oralement. Le mot kayak signifie « bateau de l'homme » ou « bateau de chasseur » ; le kayak était une embarcation personnelle, construite par et pour le chasseur qui l'utilisait (avec l'aide de sa femme, qui cousait les peaux), et ajustée à sa taille pour un maximum de manœuvrabilité.
Le constructeur utilisait un système de mesure personnel pour créer un kayak à la mesure de son propre corps. Par exemple, la longueur du kayak était en général égale à trois fois l'écartement de ses bras tendus. La largeur au niveau du poste de pilotage était la largeur des hanches du constructeur additionnée à deux poings (parfois moins). La profondeur typique était d'un poing tendu, plus un pouce tendu. Ainsi, les dimensions typiques étaient d'environ 5,2 m de longueur, 51-56 cm de largeur, 18 cm de profondeur. Ce système de mesure personnalisé a confondu les premiers explorateurs européens qui ont essayé de reproduire le kayak, car chaque kayak était un peu différent. Les dimensions du kayak variaient en fonction de son utilisateur, mais surtout en fonction de ses usages ; il peut être long et stable pour naviguer sur l'eau libre de glace, ou bien léger, court et maniable pour la banquise morcelée.

### Équipement traditionnel
Le tuilik était un anorak imperméable à capuche, resserré aux manches et autour du visage, et fixé de manière étanche autour du trou d'homme du kayak (hiloire).
Un tablier imperméable (agivilisaq, ancêtre de la jupe moderne) était fixé autour de l'hiloire et autour du buste et remonté jusqu'au bas des aisselles.
Ces deux types d'équipement permettaient de créer un joint étanche entre le buste de l'homme et son embarcation. Cela permettait l'esquimautage, une technique pour récupérer sa posture initiale après le retournement du kayak, alors que peu d'individus pouvaient nager, leurs eaux étant trop froides pour qu'un nageur survive longtemps.
Les pagaies pouvaient être simples ou doubles, elles étaient fabriquées en bois avec parfois des renforts en os ou en ivoire aux extrémités. La pagaie groenlandaise est double (deux pales), plus longue et fine qu'une pagaie européenne contemporaine, et s'avère plus maniable dans le vent fort.

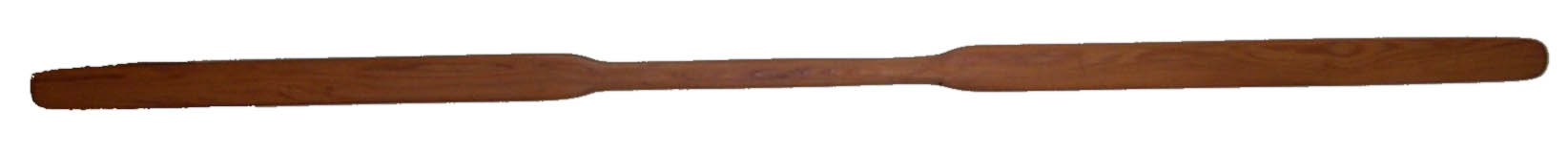
Pagaie traditionnelle groenlandaise en bois, longue d'environ 2,10 m.

Le pont du kayak était également équipé de tous les outils et armes nécessaires à la chasse : couteaux, planchette-support à pagaie, stylet (pour achever le phoque), bouche-plaies, harpons pour la chasse aux mammifères marins, lances pour la chasse aux oiseaux, propulseur de harpon (norsaq, également outil de secours pour l'esquimautage), pièces bouche-trou (peau, pour réparer), flotteur (peau de phoque gonflée), courroies de remorquage, porte-lanière (support circulaire permettant le déroulage des lanières de cuir reliant flotteur et pointe de harpon). À la fin du XIXe siècle apparaissent les supports à fusil (maintien au sec et tir) et les écrans de tir (camouflage). Ces éléments étaient fixés sur le pont au moyen de lanières de cuir resserrées par de petits éléments en os ou en ivoire.

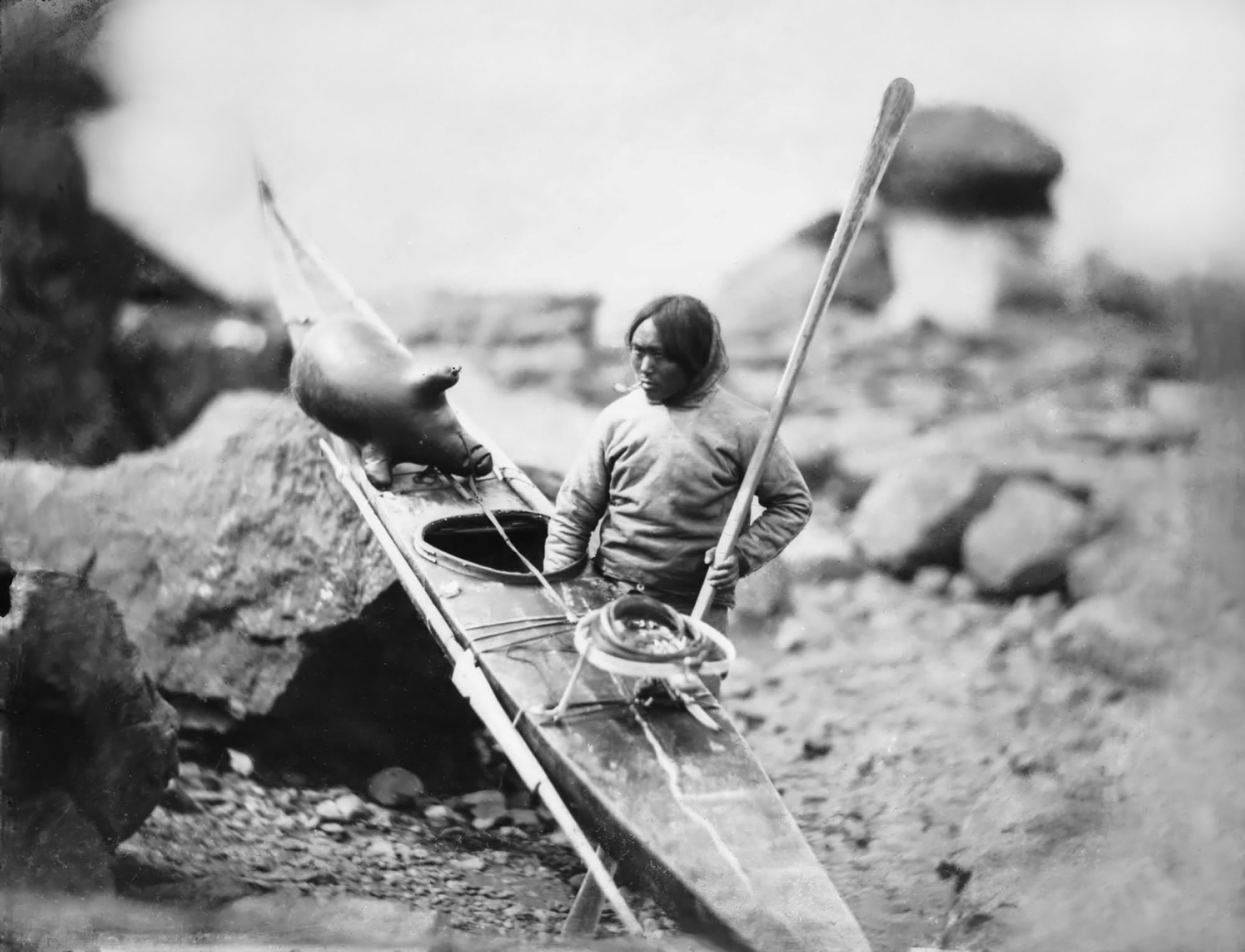
Qajaq équipé, 1854.
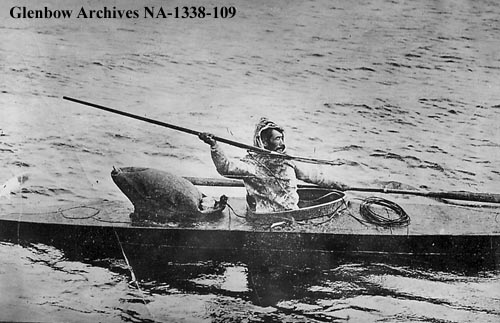
Chasseur vers 1908-1914.
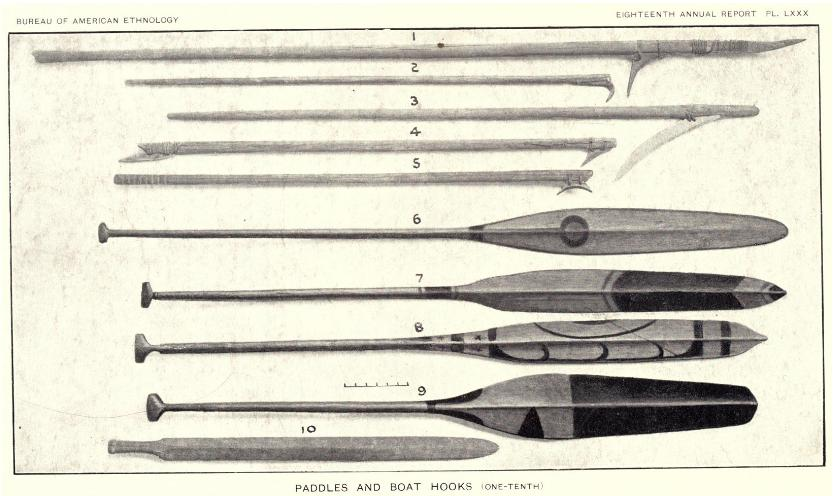
Crochets et pagaies simples de kayak, Alaska 1880.
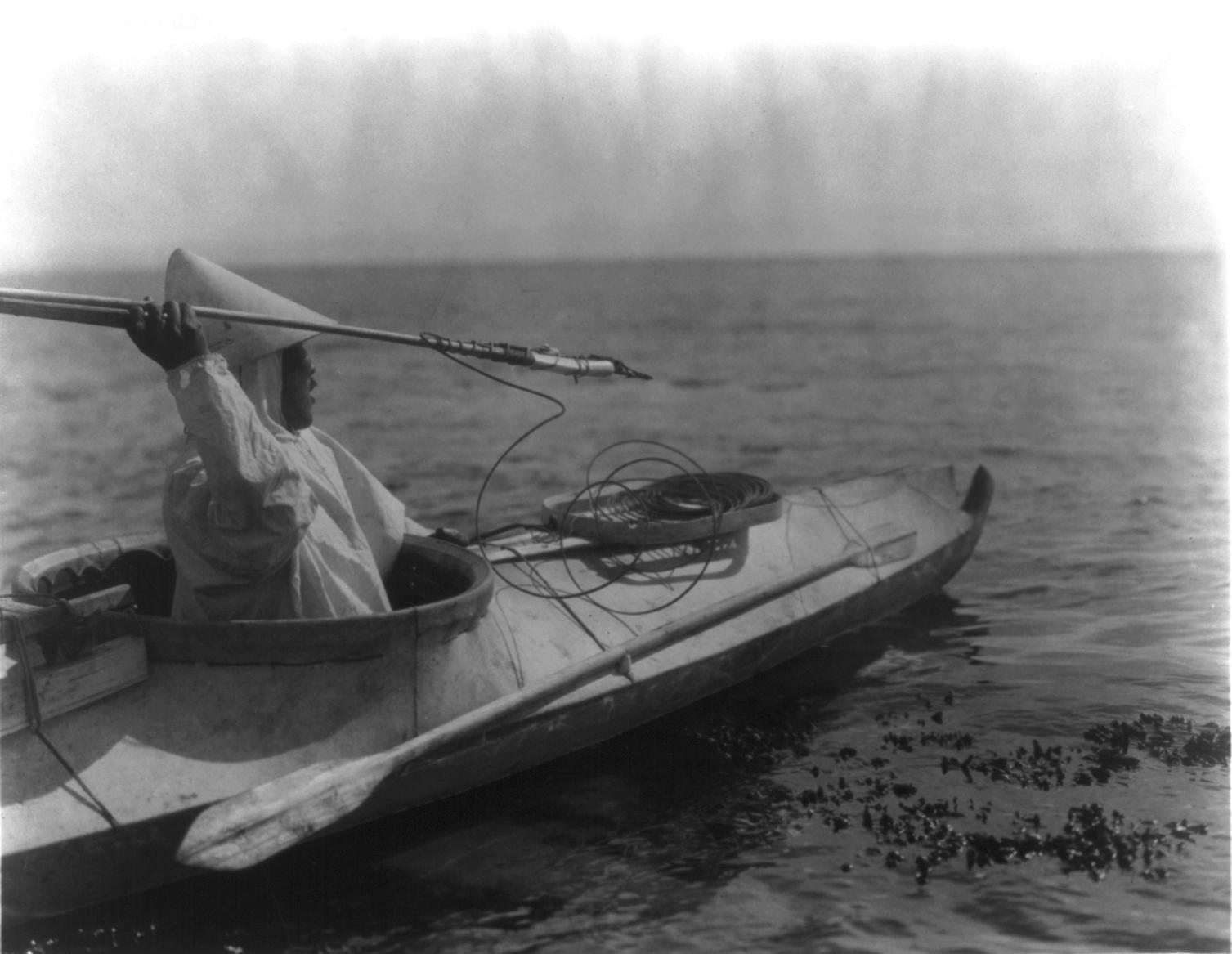
Lancer de harpon, 1927.
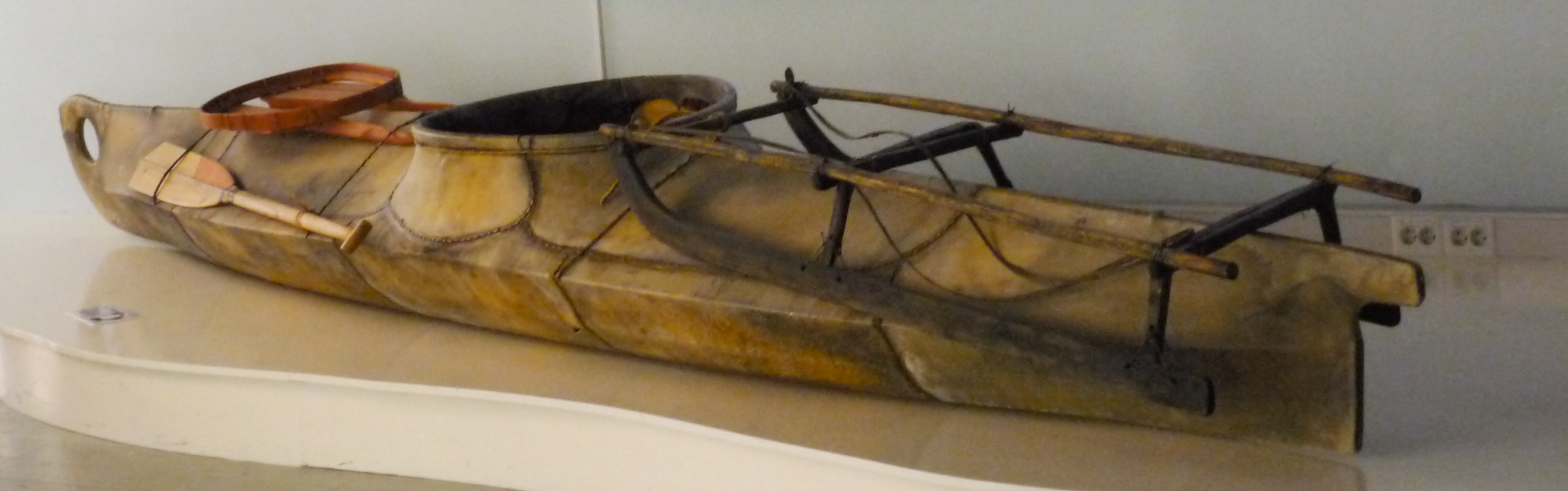
Kayak (baidarka ?) et luge.
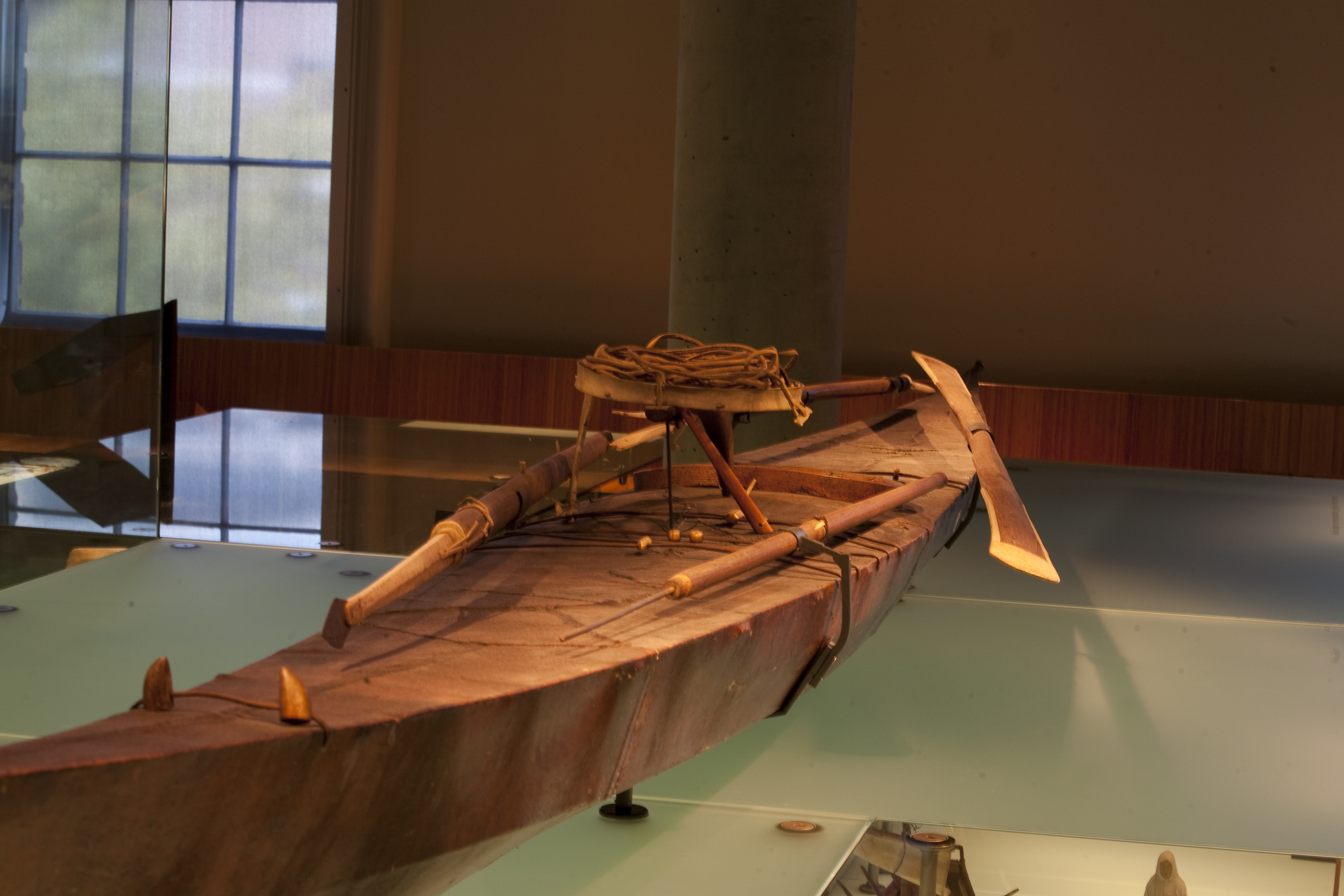
Qajaq équipé du XIXe.

### Abandon du kayak traditionnel

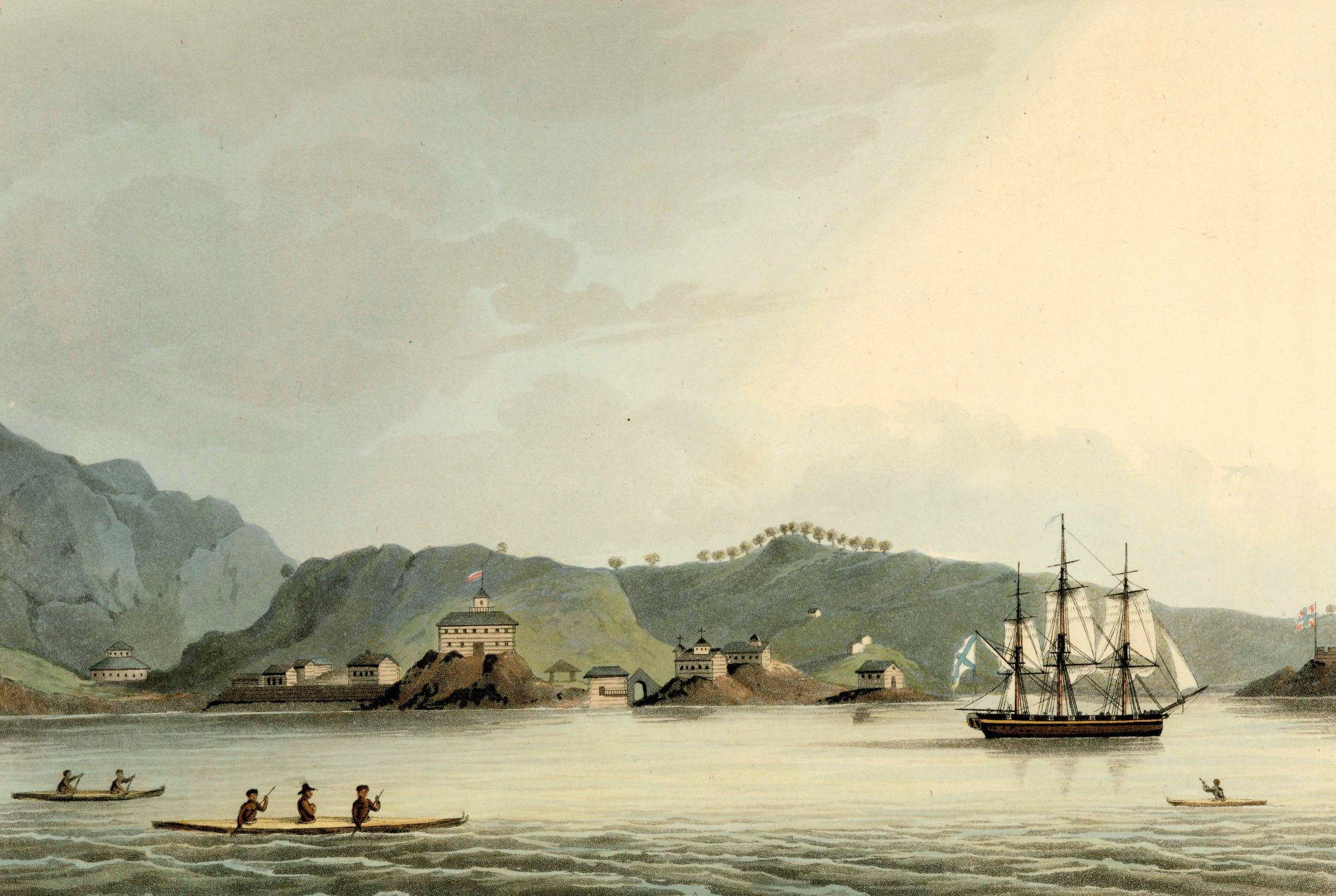
Le navire de guerre russe Neva devant Kodiak en 1802, voisinant avec les embarcations (baïdarkas) des natifs d'Alaska.

Les contacts avec les Européens impliquèrent graduellement des changements de vie chez les peuples autochtones. Dès le XVIIe/XVIIIe siècle (?), certains Inuits commencent à acheter auprès des marchands scandinaves le bois nécessaire à la confection des kayaks. Au fil des siècles, les constructions des kayaks perdent en diversité et en décorations. Puis vient l'usage de clous, cordes en nylon et plaques de métal. Les anthropologues notent en 1968 que certains kayaks sont construits entièrement en contreplaqué[réf. incomplète].
« Malgré l'extrême habileté des chasseurs de cette région [Ammassalik], les accidents de kayaks étaient, au début du siècle, une des plus fréquentes causes de mortalité masculine. » — Paul-Émile Victor

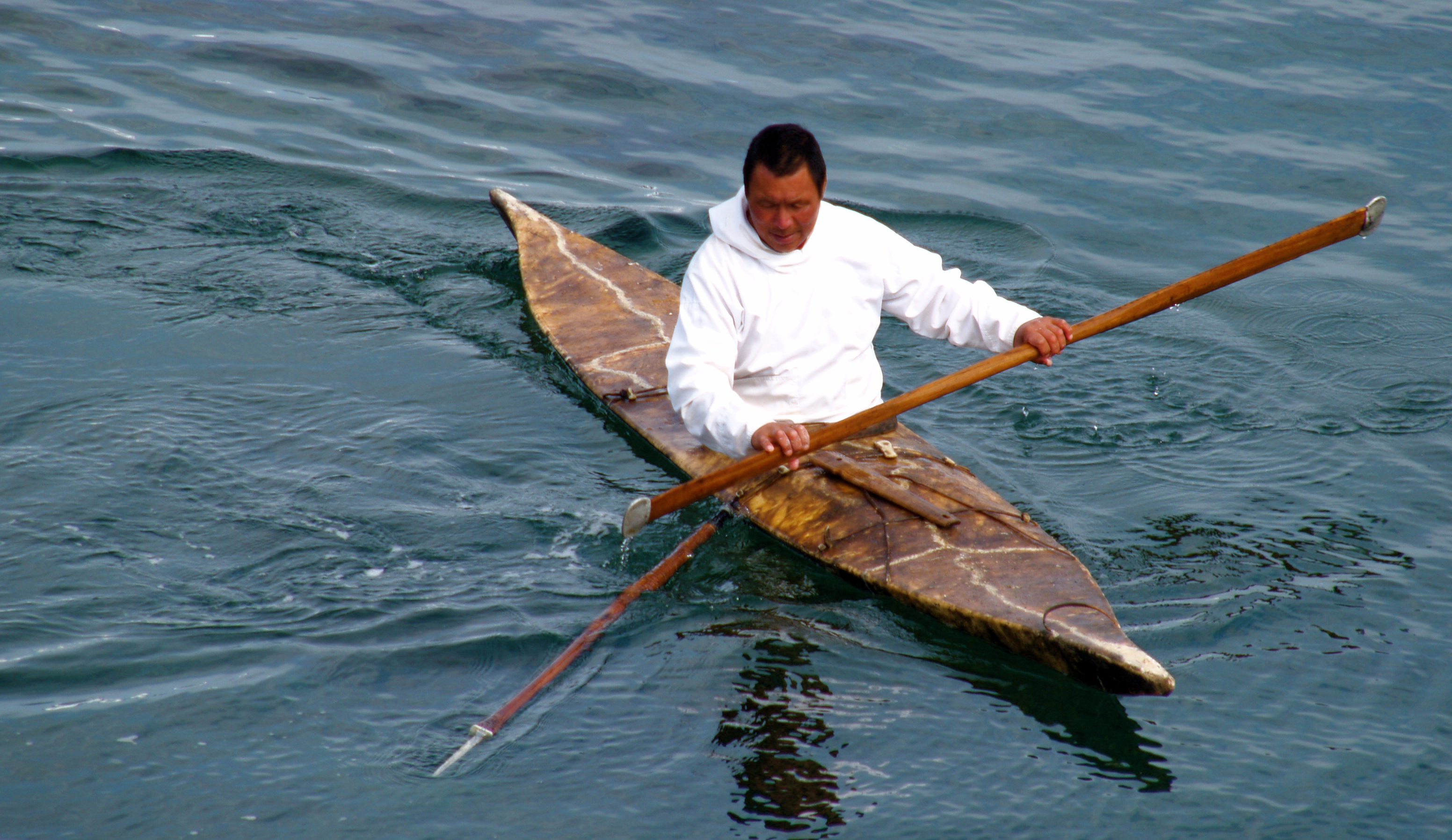
Kayak traditionnel de peau de phoque, Kulusuk (Groenland), 2006.

Vers 1900, l'explorateur Knud Rasmussen remarque que certaines tribus en contact avec les baleiniers depuis les années 1860 ont abandonné le kayak et la chasse aux mammifères marins, pour se consacrer à la chasse à la baleine avec des techniques modernes[réf. incomplète].

À partir des années 1960, les Inuits du Groenland s'équipent graduellement de bateaux à moteur (bien que le phoque fuie ce bruit), et abandonnent les kayaks et umiaks. De même, la sédentarisation des populations implique dans certaines régions l'abandon de la chasse en kayak, très dangereuse, au profit d'autres techniques de chasse (filets). Enfin, beaucoup de jeunes ne veulent plus se consacrer aux activités de chasse, et délaissent donc l'apprentissage du kayak.
Aujourd'hui la culture traditionnelle du kayak a été abandonnée ou oubliée par de nombreux peuples de l'Arctique. Les pères ne l'enseignent plus à leurs enfants depuis les années 1960, et le kayak n'est qu'une discipline facultative dans l'enseignement scolaire. Depuis une dizaine d'années, quelques initiatives de kayakistes américains ou européens visent à faire découvrir aux nouvelles générations inuites la pratique du kayak.

### Pratique récréative du kayak moderne

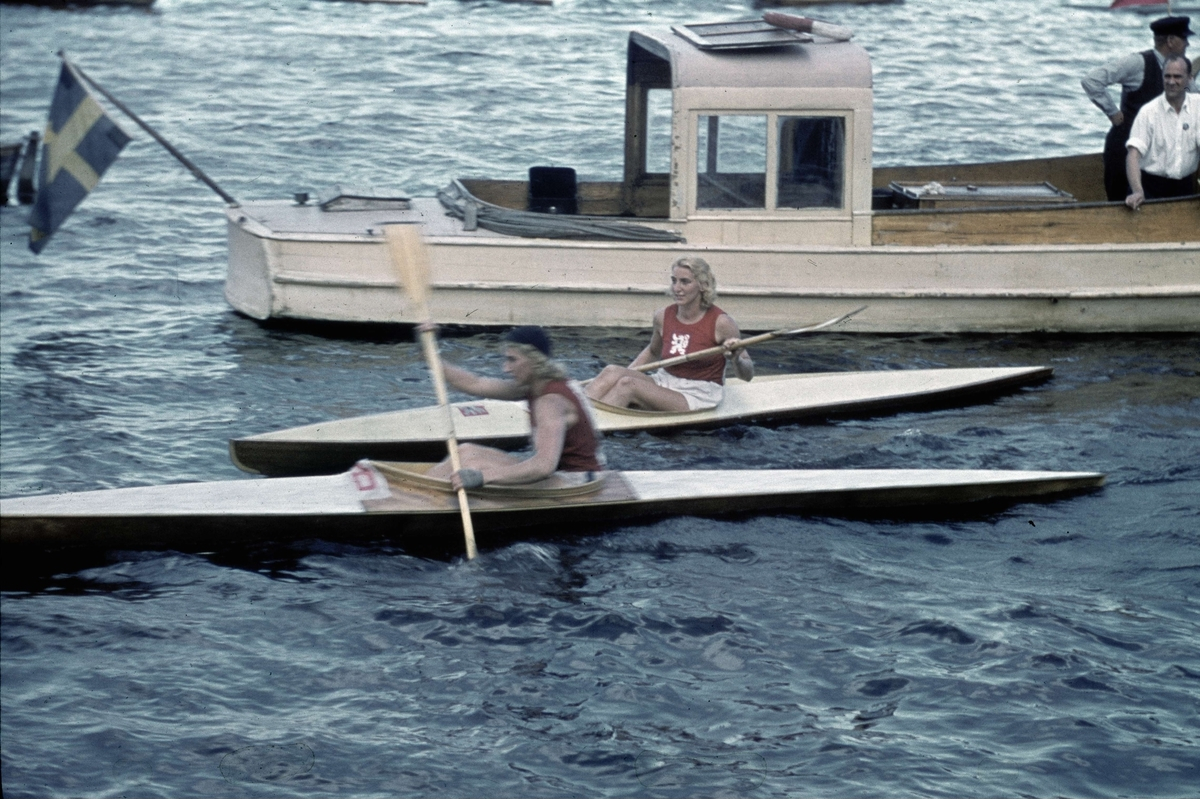
Coupe du monde de kayak (sur eau plate) à Vaxholm en Suède, 1938.

La pratique récréative du kayak débute très lentement au XXe siècle en Europe et en Amérique du Nord, peut-être en raison d'une difficulté de construction.
À partir des années 1970, avec les premiers kayaks fermés en plastique rotomoulé, cette embarcation commence à avoir un net succès, notamment en France. Bien que le kayak traditionnel fût destiné à la navigation en mer, les constructions modernes et la pratique du kayak à cette époque sont essentiellement destinées à la navigation en eau vive. Le kayak, embarcation solide, courte et pontée, permet une navigation dans des rivières jusqu'alors inaccessibles aux barques et canoës. Cette pratique plus extrême attire les jeunes pratiquants. De même sur les lacs et rivières calmes, le kayak séduit les débutants car il s'avère plus maniable, plus léger et moins couteux que le canoë, et il permet la pratique en solo.

À partir des années 1990 débute un engouement pour le kayak de mer, qui ouvre une nouvelle pratique du kayak loisir et propose une découverte facile de la navigation et de l'espace marins.

## Principes et formes
Le kayak est un moyen de transport. Selon son utilisation, il peut être long ou court, large ou étroit.
Par exemple, pour la pratique du kayak de haute rivière, il est nécessaire d'utiliser un bateau court et assez large pour permettre au pagayeur d'éviter rapidement les obstacles d'une rivière (pleureurs, syphons, rappels, etc.). On appelle ce genre d'embarcation « kayak manœuvrier ».
À l'inverse, pour la pratique en mer par exemple, il est nécessaire d'utiliser un kayak très long (environ 5 m) et très étroit. Cela permet au pagayeur de parcourir de longues distances assez rapidement. Ce genre d'embarcation est appelé « kayak directeur ».
En conséquence, ses formes divergent selon la pratique : 
- Slalom : longueur ≃ 3 m ; largeur ≃ 65 cm ;
- Descente : longueur ≃ 4 m ; largeur ≃ 55 cm ;
- Freestyle : longueur ≃ 1,15 m ; largeur ≃ 80 cm ;
- Course en ligne : longueur ≃ 5 m ; largeur  ≃ 40 cm.

## Matériaux et constructions modernes
Le kayak polaire de chasse a inspiré la construction de kayaks qui naviguent sous toutes les latitudes et dans toutes les eaux salées ou douces du monde. Il en existe en toile imperméabilisée tendue sur ossature rigide éventuellement démontable, en contreplaqué de bois ou en stratifié de diverses résines et matières plastiques actuelles. Les formes se sont diversifiées pour s'adapter à de nombreuses spécialités sportives, de jeux aquatiques et de loisirs.
Les kayaks contemporains dérivent principalement des kayaks de l'Alaska, du nord du Canada et du sud-ouest du Groenland. Les kayaks entièrement en bois ou les kayaks démontables en tissu sur une structure en bois (comme le Klepper) ont dominé le marché jusqu'aux années 1950, jusqu'à l'introduction aux États-Unis de kayaks en fibre de verre et l'introduction en Europe de kayaks gonflables en tissu caoutchouté. Les premiers kayaks en plastique rotomoulé apparaissent en 1973. Le développement de kayaks en plastique et de kayaks gonflables a sans doute initié le développement récent de la pratique du kayak freestyle, telle que nous la connaissons aujourd'hui, ces bateaux pouvant être plus petits et plus résistants que les bateaux en fibre de verre.
Aujourd'hui, les kayaks de compétition comme de plaisance sont construits avec des matériaux modernes, même si le bois est toujours apprécié pour sa beauté et sa légèreté. On utilise la fibre de verre, le kevlar et le carbone pour construire des kayaks solides et légers. Des mélanges époxyques ou de polyester sont utilisés pour solidifier les matériaux. Un stuc de couleur sera souvent appliqué pour donner une belle couleur à l'embarcation. De plus, il n'y a pas seulement les matériaux qui ont changé avec le temps, mais aussi la forme des kayaks.

### Équipement moderne

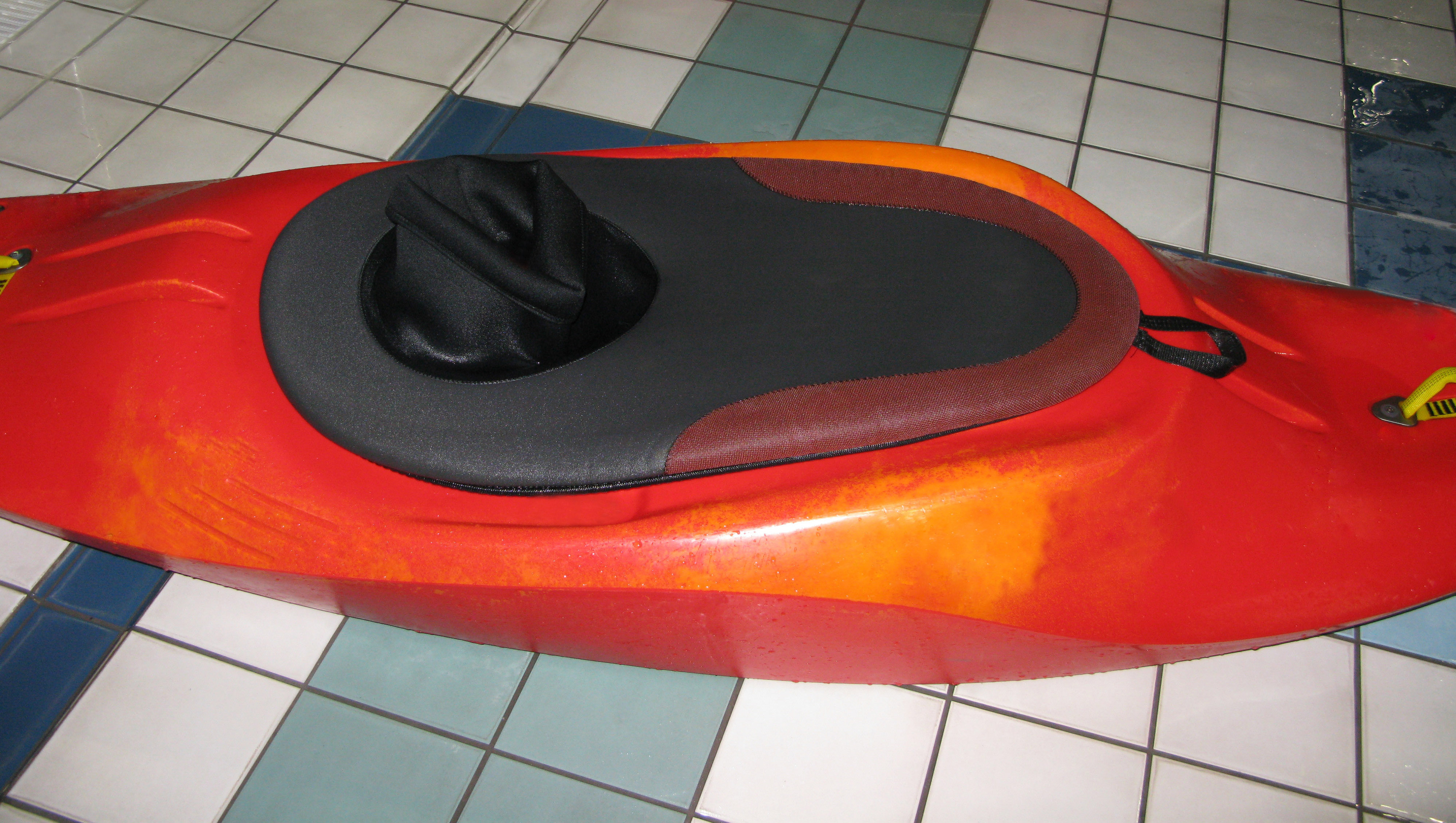
Jupe en néoprène fixée sur l'hiloire d'un kayak de rodéo.

Au lieu d'un tuilik, les kayakistes modernes utilisent une jupe (ou jupette) en matière synthétique imperméable à l'eau (nylon enduit ou néoprène), suffisamment extensible pour bien s'ajuster entre le pont du kayak et le corps du kayakiste, et qui peut être libérée rapidement pour permettre l'évacuation. Le kayak et son utilisateur forment un ensemble solidaire, car une jupe assure l'étanchéité entre l'hiloire et le kayakiste (dont l'anorak est aussi étanche). En cas de chavirage, appelé également dessalage, le kayakiste peut redresser son kayak à l'aide d'une des techniques d'« esquimautage » qui consiste en un déhanchement coordonné à un appui dans l'eau.

## Techniques

### Propulsion
Le kayakiste est assis sur un siège bas au fond du bateau. Ses pieds reposent sur des cales fixes (en loisir) ou réglables, ou une barre communément appelée « cale-pied » ou « barre à pied ». Le kayakiste pagaie alternativement des deux côtés, chassant l'eau vers l'arrière. Mais c'est en fait surtout le pagayeur qui se tire vers l'avant sur l'eau, où il s'est ancré avec la pagaie, et transmet le mouvement au bateau via son tronc par contact de ses fesses et poussée de ses pieds. Propulsion et direction sont assurées simultanément. Des actions correctives (coup de pagaie au large, en arrondi) peuvent être nécessaires.
La force de traction du kayak n'est pas créée par les bras, qui sont en fait accessoires au mouvement. Toute la force vient de deux axes très efficaces du corps humain : les jambes et le tronc. Rapidement, le mouvement peut être disséqué en trois parties :
1. Le « catch », qui consiste à entrer une pale de la pagaie dans l'eau avec vigueur et avec le bon angle pour permettre une bonne prise dans l'eau ;
2. Le « bloc », qui consiste à bloquer ses bras, durcir son tronc et, à l'aide de sa jambe, du côté utilisé de la pale, amorcer une traction en poussant sur la barre. L'effet escompté est de pousser la hanche qui fera tourner le tronc. Ceci, avec la synergie du bloc des bras, permet à la pagaie de tirer de l'eau. L'image que les entraîneurs utilisent pour décrire le mouvement est que la pagaie doit entrer à chaque coup dans un bloc de béton fendu pour y laisser passer la pagaie. Celui-ci ne bougera pas, c'est le kayak qui va avancer avec l'aide de la traction du tronc et de la hanche ;
3. La « sortie », qui consiste à relever le coude à la fin du mouvement de jambe pour préparer l'autre coup.

Sur les kayaks de course en ligne et certains kayaks de mer, le kayakiste commande avec ses pieds une barre de gouverne qui traverse le cale-pied, et actionne par des poulies un gouvernail.

### Techniques de récupération
Ces techniques visent à éviter au pagayeur de se retrouver sous l'eau. Les trois techniques essentielles sont l'appui, la suspension et l'esquimautage.
Lors de ces trois techniques, le kayakiste ou le céiste cherche à créer un appui sur l'eau en positionnant une pale à l'horizontale par rapport à la surface de l'eau.
Simultanément et de façon progressive, il exerce une poussée verticale vers le fond en maintenant sa pale la plus horizontale possible, créant ainsi une poche de pression sous la pale, un « appui » sur l'eau grâce auquel il peut se redresser et retrouver son équilibre.

#### Appui poussé (canoë-kayak)
Lors d'un appui poussé, le pagayeur a les poignets au-dessus du manche lorsqu'il prend appui sur l'eau.
À la suite d'un déséquilibre, volontaire ou non, le pagayeur décale sa pale latéralement et pose celle-ci horizontalement à la surface de l'eau.
Lors de la poussée de redressement, la pale s'enfonce légèrement. Il faut veiller durant tout le mouvement à ce que celle-ci ne « décroche » pas en piquant vers le fond à la suite d'une inclinaison trop oblique vers le bas qui supprimerait la portance nécessaire à la force de redressement.
En fin de mouvement, pour ressortir la pale d'appui hors de l'eau, il faut au préalable lui appliquer un quart de tour très rapide pour qu'elle sorte verticale sans créer une poussée d'eau vers le haut antagoniste au redressement du couple bateau-pagayeur.
Les critères de réussite sont les suivants :
- décaler la pale le plus possible latéralement pour augmenter le bras de levier de la force d'appui ;
- ne pas « coller » le manche de la pagaie au pont au risque d'être gêné par celui-ci ;
- avoir le coude haut grâce à une légère rotation de l'épaule pour avoir un meilleur rendement musculaire ;
- procéder à un quart de tour très rapide en fin de mouvement afin que la pale sorte parfaitement verticale sans renvoyer d'eau vers le haut.

L'appui poussé peut être latéral (court en force), glissé (moyennement long) ou godillé (pouvant être maintenu indéfiniment).

#### Appui tiré ou suspension (canoë-kayak)
Lors d'un appui tiré (ou suspension), le pagayeur a les poignets « sous » le manche lorsqu'il prend appui, pale horizontale, sur l'eau.
Le principe et les variantes sont identiques à l'appui poussé sauf qu'ici, le pagayeur est « suspendu » au manche et tire sur celui-ci au lieu de pousser dessus.
Lors du décalage du manche, la main opposée au déséquilibre vient se placer au niveau de la tête tandis que l'autre bras se tend du côté du déséquilibre afin de profiter du plus grand bras de levier possible.
L'appui tiré peut être latéral (court en force), glissé (circulaire, moyennement long) ou godillé (pouvant être maintenu indéfiniment).
Ce mouvement est la base et le préalable technique de l'esquimautage.

#### Esquimautage

Eskimautage standard.

L'esquimautage est l'opération consistant à redresser un kayak chaviré en restant dedans. Esquimauter permet au kayakiste de reprendre sa navigation sans quitter son bateau, idéalement sans y laisser entrer de l'eau, pour autant que son kayak soit muni d'un pontage (ou « jupe ») étanche.
La technique d'esquimautage a été popularisée en Europe par Marcel Bardiaux, ancien champion de France de kayak qui a redécouvert cette technique et esquimauté pour la première fois en 1932. Il existe de très nombreuses techniques pour esquimauter. Parmi les plus courantes dans les pratiques sportives et récréatives modernes existent la méthode latérale, la méthode centrale et la méthode Pawlata.

### Embarquement et débarquement
Deux faits sont à connaître pour embarquer et débarquer en évitant de tomber à l'eau.
Premièrement, la réduction au maximum de l'écartement des mains permet de limiter la force nécessaire à empêcher l'écartement du bateau du point d'appui sur la berge.
Deuxièmement, on peut mettre tout son poids au centre du bateau sans qu'il ne vacille, mais un seul doigt posé sur le bord latéral, au milieu du bateau, peut suffire à faire chavirer la plupart des kayaks.
Sachant cela, les étapes pour embarquer se déroulent comme suit :
1. Poser sa pagaie à côté de soi ; éventuellement, relever l'arrière de son pontage (ou « jupe ») ;
2. Sur un ponton, s'asseoir avec une fesse dans le vide, la main « externe » derrière celle-ci le plus au bord possible (limitation de l'écartement des appuis) ;
3. Agripper de l'autre main l'hiloire bien au centre, sur l'axe longitudinal du bateau avec le pouce sur le côté et les autres doigts vers la pointe avant dans le trou d'homme ;
4. S'asseoir sur cette main en contrôlant l'écartement du bateau ;
5. Rentrer d'abord la jambe vers le kayak tendue puis l'autre, tendue également ;
6. Rentrer les fesses en dernier ;
7. Éventuellement attacher son pontage en commençant par le caler à l'arrière de l'hiloire, puis à l'avant en terminant par les côtés sans oublier de laisser sortir la poignée avant pour pouvoir l'ôter plus facilement.

Le débarquement consiste à opérer toutes ces opérations dans l'ordre opposé.
Certaines erreurs sont courantes :
- s'appuyer sur le bord du kayak (rotation longitudinale du kayak) ;
- laisser s'écarter le kayak du bord par manque de force ou mauvais placement des appuis (mains et fesses) ;
- à l'embarquement, vouloir s'asseoir avant d'avoir introduit ses jambes tendues ce qui occasionne soit un blocage, soit un frottement désagréable des tibias et des genoux sur l'avant de l'hiloire ;
- au débarquement, vouloir sortir les jambes fléchies avant les fesses (corollaire du point précédent).

Normalement, on embarque pointe avant vers le courant pour entamer la descente par une reprise de courant qui consiste à laisser la pointe avant être prise dans le courant, ce qui fait pivoter le kayak dans le sens du courant.

## Types

### Kayak de mer
Le kayak de mer est adapté à la navigation maritime. Il est long : il mesure généralement entre 5 et 6 mètres (solo). Il est parfois muni d'une dérive, d'un gouvernail, ou d'une voile. Sa longue coque et ses compartiments étanches permettent de transporter des vivres et l'équipement de bivouac.

### Kayak en eaux vives
- Le slalom
- La descente
- Le freestyle ou rodéo
- Haute rivière (ou kayak extrême)

Toutes ces disciplines (sauf le kayak en haute rivière) peuvent se pratiquer sur des stades d'eaux vives.

### Kayak en eau plate
- La course en ligne
- Le marathon
- Le kayak-polo
- La randonnée

### Sit-on-top
Les kayaks sans pont sont dénommés sit on top (SOT, signifiant « assis au-dessus »). Ces embarcations sont souvent destinées à de courtes promenades côtières ou sur lac, au surf sur les vagues, ou au déplacement utilitaire (pêche, plongée). Elles sont sécurisantes, surtout pour les enfants et les débutants, puisqu'elles ne procurent pas la crainte de rester coincé dans le kayak, ni de difficulté de remonter sur le kayak après un chavirement. Mais les SOT restent souvent lourds, peu rapides, peu manœuvrants, et sujets à l'influence du vent.
- Kayak gonflable[12] : Le kayak gonflable présente l'avantage d'un faible encombrement au rangement et d'un transport facile (coffre de voiture). Plus léger et moins cher qu'un kayak rigide, il connait un vif succès en France notamment grâce aux marques Sevylor, Bic, Rockside, Gumotex, Advanced Elements, Aquaglide....
- Kayak à pédale
- Multi-coque

### Pêche et chasse

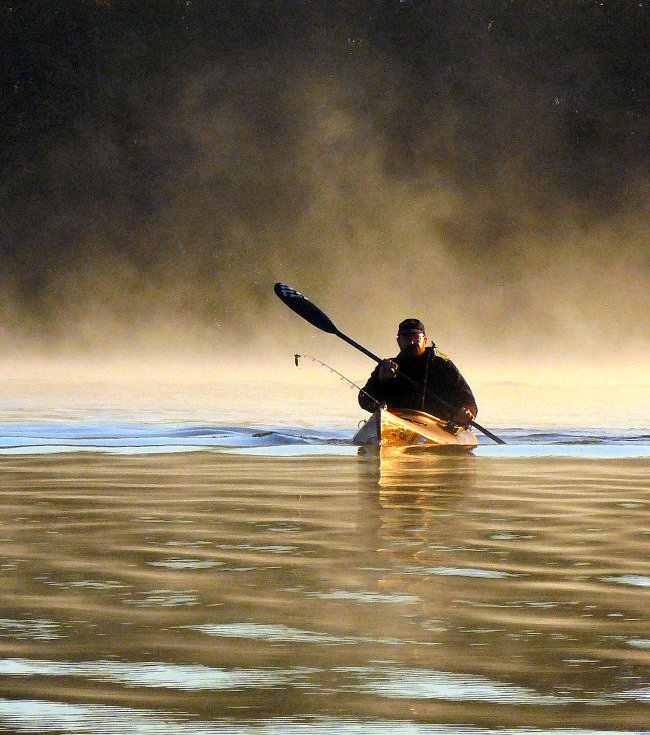
Pêcheur en kayak.

Même si le kayak traditionnel était utilisé par les Inuits principalement pour la chasse (mammifères marins) et non la pêche, le kayak moderne est devenu récemment une embarcation destinée à la pratique de la pêche sportive, aussi bien en mer que sur lacs et rivières : pêche à la ligne et au lancer, pêche à la traîne, palangrotte, mitraillette. Les avantages du kayak sont nombreux par rapport au bateau à moteur : moins onéreux, facilité de transport et de mise à l'eau, discrétion (bruit), faible tirant d'eau (permettant d'approcher au plus près des rives), législation.
Les kayaks ouverts (sit on top) sont notamment privilégiés par les pêcheurs, en raison de leur facilité de pratique et d'aménagement. Des équipements de kayak sont spécifiques à la pêche : rail de ligne d'ancre, compartiments et boites de rangement, porte-cannes, écho-sondeur, stabilisateurs, propulsion par pédalage.
Le kayak sit on top commence également à être adopté comme embarcation par des pratiquants de chasse sous-marine, pour les mêmes raisons de coût, de facilité de transport et mise à l'eau et de discrétion. Le kayak est alors équipé d'un pavillon indiquant la présence du plongeur, de sacs ou filets à poisson, d'une ancre grappin ou ancre flottante et d'un cordage relié au plongeur.

### Transport militaire

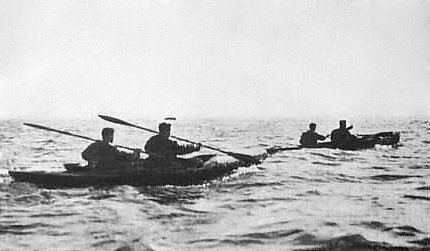
Opération Frankton, 1942.

Le kayak démontable est utilisé depuis la Seconde Guerre mondiale pour des opérations militaires. Pour s'infiltrer sur des distances de plusieurs kilomètres, cette embarcation est discrète et silencieuse. Démontable, ce kayak est facilement transportable (même dans un sous-marin) et facilement dissimulable (démonté ou coulé). De plus, il est très manœuvrable et l'effort physique de propulsion est très efficace. De tels kayaks ont été par exemple utilisés en 1942 pour l'Opération Frankton (infiltration de commandos depuis l'estuaire de la Gironde vers le port de Bordeaux) ou l'Opération Jaywick (en).
Si le kayak démontable est aujourd'hui concurrencé par d'autres modes de déplacements (canot pneumatique motorisé, propulsion sous-marine), sa pratique fait toujours partie de l'entraînement de certaines unités militaires : commandos et forces spéciales britanniques, légion étrangère française. Les nageurs de combat britanniques utilisent actuellement le kayak démontable biplace Aerius II du fabricant Klepper. Les militaires français utilisent le kayak SB Commando de Nautiraid, les forces spéciales américaines des kayaks Long Haul.

## Anecdotes
Avant les premiers contacts entre Européens et Inuits, des kayaks vides venus d'Amérique ou du Groenland ont parfois été retrouvés échoués sur les côtes de Norvège, d'Écosse, de France, ou d'Allemagne. Ces kayaks avaient certainement dérivé à la suite de tempêtes, puis des courants du Labrador ou du Gulf Stream. De tels kayaks ont été conservés dans des églises d'Écosse et de Norvège. Les textes du Moyen Âge mentionnent aussi ces naufrages : près de Lübeck en 1153, près de Rouen en 1508 (un survivant présenté au roi de France), sur les côtes de Hollande au XVIIe siècle. Les historiens s'interrogent de même sur les récits de la Rome antique à propos d'étranges naufragés « indiens » jetés par la tempête sur les côtes de Germanie.
Quelques exemples d'expéditions en kayak : 
- Franz Romer traverse en 1928 l'Atlantique en solitaire sur un kayak[17] ;
- Oskar Speck voyage d'Allemagne en Australie entre 1932 et 1939 ;
- Bernard de Colmont, accompagné de sa femme Geneviève et d'Antoine de Seynes, descend pour la première fois en kayak la Green River et la Colorado River en 1938 ;
- Paul Caffyn fait le tour de l'Australie en février 1981 ;
- Howard Rice traverse le Cap Horn en solitaire, en 1989.

Le mot kayak est un palindrome.